# Luca Colnaghi
Luca Colnaghi (* 14. Januar 1999 in Lecco) ist ein italienischer Radrennfahrer.

## Sportlicher Werdegang
Als Junior machte Colnaghi 2017 durch den Gewinn der Trofeo Buffoni sowie weitere Top-5-Platzierungen auf sich aufmerksam. Nach dem Wechsel in die U23 wurde er zur Saison 2018 Mitglied im UCI Continental Team Sangemini-MG.Kvis und 2019 im Team Colpack Ballan.
Nach zwei Jahren ohne Erfolge wurde er 2020 wieder Amateur und ging zum Team Zalf Euromobil Fior. Beim U23-Rennen Giro Ciclistico d’Italia 2020 gewann er zwei Etappen sowie die Punktewertung und stand kurz vor einem Vertrag als Profi. Bei den italienischen Meisterschaften wurde er jedoch positiv auf Ostarin und Andarin (beides SARMS) getestet und im Oktober vorläufig suspendiert. Colnaghi hatte ein Nahrungsergänzungsmittel, das mit Spuren der Substanzen verunreinigt war, bei der Dopingkontrolle nicht angegeben. Im Februar 2021 wurde er durch das italienische Anti-Doping-Gericht der Fahrlässigkeit für schuldig befunden und rückwirkend mit einer dreimonatigen Sperre sowie einer Geldstrafe in Höhe von 350 Euro belegt.
In der Saison 2021 fuhr er zunächst für den Verein UC Trevigiani - Campana Imballaggi. Bei der Trofeo Piva, beim Giro Ciclistico d’Italia sowie bei der Tour de l’Avenir stand er dreimal auf dem Podium. Ab August 2021 bekam Colnaghi die Möglichkeit, als Stagaire für Bardiani CSF Faizanè zu fahren und wurde zur Saison in das UCI ProTeam übernommen. In den ersten drei Jahren kam er mehrfach unter die Top 3 der Tageswertung, seinen ersten Sieg erzielte er mit dem Gewinn des Giro della Provincia di Reggio Calabria 2025.

## Erfolge
2017
- Trofeo Buffoni

2020
- zwei Etappen und Punktewertung Giro Ciclistico d’Italia

2025
- Giro della Provincia di Reggio Calabria